# Erich Paulmichl
Erich Paulmichl (* 1955 in Crailsheim; † 19. Dezember 2012 in Augsburg) war ein deutscher Karikaturist. Er wohnte und arbeitete in Augsburg. Seine häufige Mehrfachverwendung von Zeichnungselementen (Autoplagiat) hat den Begriff des „Paulmichelns“ geprägt.

## Preise
1998: 2. Preis „Mit spitzer Feder – Deutscher Preis für die politische Karikatur“